# 짬뽕비권
《짬뽕비권》은 2022년에 개봉한 대한민국의 영화이다.

## 캐스팅
- 백수장 : 호룡 역
- 황지연 : 아랑 역
- 조운 : 흑마사 역
- 신민재
- 김기두
- 이경욱
- 정종우
- 마성민
- 조미녀
- 신두리
- 김시운
- 김용석
- 김혜원
- 손우현
- 송부건
- 김광재
- 윤주상 (내레이터)